# جوزيف سلفادور
جوزيف سلفادور (بالفرنسية: Joseph Salvador)‏ هو مؤرخ فرنسي، ولد في 5 يناير 1796 في مونبلييه في فرنسا، وتوفي في 17 مارس 1873 في فرساي في فرنسا.